# Philipp Kester
Philipp Kester oder Filip Kester (* 9. März 1873 in Kirchenlaibach; † 5. Februar 1958 in München) war ein deutscher Fotograf und Vertreter des frühen Fotojournalismus. Neben seiner Tätigkeit als Fotograf in Deutschland und den USA vertrieb und sammelte er Pressefotografien. Kester ist vor allem für seine Aufnahmen alltäglicher Szenen aus Berlin, München und den USA bekannt, sowie für Porträts teils international bedeutender Persönlichkeiten.

## Leben
Philipp Kester wurde als Sohn des „Kgl. bayerischen Staatsbahningenieurs“ Alfons Kester (1838–1896) und dessen Frau Anna Kester (geb. Ley, 1839–1917) im Kreis Bayreuth geboren. Seine Jugend verbrachte er in Schwandorf und Regensburg. Nach einer Kadettenausbildung und einem abgebrochenen Studium der Philologie in München zog Kester 1895 nach New York, wo er seine ersten journalistischen Erfahrungen machte. In der Fotografie versuchte er sich ab etwa Juli 1904, im gleichen Jahr nahm er Kontakte zu den großen amerikanischen Bildagenturen auf. Zurück in Deutschland wurde er ein Jahr später als Pressefotograf, Journalist und Inhaber eines „Verlag für Zeitungs-Illustrationen“ tätig und ließ sich in Berlin nieder. Mit dem Vertrieb der Fotos vornehmlich ausländischer Bildagenturen über seinen Verlag hatte Kester einigen wirtschaftlichen Erfolg. Die Aufnahmen, die er meist unter seinem eigenen Namen an die deutsche Presse vermittelte, stammten hauptsächlich von amerikanischen Agenturen wie Brown Brothers (New York) oder P.-J. Press Bureau (Philadelphia) und den Londoner Agenturen Illustrations Bureau und Alfieri Picture Service. Neben Auftragsarbeiten für führende Illustrierte wie die Berliner Illustrirte Zeitung und dem Vertrieb von Fotografien widmete sich Kester in dieser Zeit der Bildnisfotografie.
Im November 1910 war Kester Mitbegründer und später Geschäftsführer des „Verbands deutscher Illustrations-Photographen“. Der Verband, einer der ersten seiner Art, sah sich als Interessenvertretung von Fotografen gegenüber Verlagen im Sinne der Durchsetzung des noch recht neuen fotografischen Urheberrechts. Nach dem Umzug nach München im folgenden Jahr gründete er die Firma „Photographischer Verlag Kester & Co.“ und verlagerte seinen Schaffensschwerpunkt auf die fotografische Dokumentation tagespolitischer Ereignisse. Bis zum Ersten Weltkrieg blieb Kester damit der einzige hauptberufliche Pressefotograf Münchens. Als zweites wirtschaftliches Standbein kam 1912 der „Verlag Kester & Co.“ hinzu, ein Vertrieb von Postkarten. Neben Motiven pittoresker oder nostalgischer Art ließen sich so die Aufnahmen von aktuellen Ereignissen, die ursprünglich zur journalistischen Berichterstattung angefertigt worden waren, zweitverwerten.
Nach dem Ersten Weltkrieg, während dem er als Kriegsfreiwilliger seine journalistischen und fotografischen Tätigkeiten zwischenzeitlich unterbrach, sah sich Kester wegen der schweren Krise des deutschen Illustriertenmarktes gezwungen, sich vorübergehend auf schriftstellerische Arbeiten zu konzentrieren. Politisch und historisch erwähnenswert ist die Dokumentation des Hitlerputsches 1923 und seine Berichterstattung des Hitler-Prozesses im darauf folgenden Jahr. 1924 erfolgte zudem eine Zusammenarbeit mit dem Nationalsozialisten Heinrich Hoffmann, dessen Aufnahmen von Adolf Hitler Philipp Kester an die deutsche und internationale Presse vermittelte.
1925 erweiterte Kester das Angebot seines Bildverlags um die Arbeiten verschiedener deutscher Fotografen, wie Joseph Paul Böhm, Theodor Hilsdorf und Li Osborne. Ab dem Jahr 1933 reduzierte Kester seine eigene fotografische Arbeit weiter und gab sie ca. 1938 vollständig auf. Der Vertrieb der Aufnahmen seiner Bildagentur sowie die Reproduktion von Grafiken und Gemälden mit Abbildungen historischer Personen versprachen höhere Einnahmen und rückten in den Vordergrund. Bis auf eine Unterbrechung zur Zeit des Zweiten Weltkriegs, während dem er als Dolmetscher und Übersetzer arbeitete, führte Kester diese Tätigkeit bis zu seinem Tod 1958 fort.
Philipp Kester war dreimal verheiratet und hatte einen Sohn, Winfried Kester (1914–1943).

## Fotografisches Schaffen
Kesters erste fotografische Serien stammen von seinem zweiten Aufenthalt in den USA von 1902 bis 1904. Darunter sind Aufnahmen von Badenden auf Coney Island und Fotografien der Weltausstellung in St. Louis. Ab etwa 1905 beschäftigte er sich mit der Bildnisfotografie und fertigte Porträts von Münchner und Berliner Schriftstellern, Malern und Publizisten. Später kamen die Aufnahmen von deutschen und internationalen Persönlichkeiten aus dem Bereich Wirtschaft, Wissenschaft und Politik hinzu. Ein weiterer Schwerpunkt war seit seinen frühesten fotografischen Versuchen die Dokumentation des (Arbeits-)Alltags der proletarischen und bürgerlichen Bevölkerung auf den Straßen deutscher Großstädte wie Berlin und München sowie die dokumentarischen Aufnahmen von landwirtschaftlichen Arbeitsprozessen. Ebenfalls bedeutsam sind die Bildreportagen des In- und europäischen Auslands, darunter insbesondere Serien von seinen Reisen nach u. a. Wien (1907), Neapel (1908), die französische und italienische Riviera (1912) sowie Barcelona (1920).
Nach Kesters Tod wurden die fotografischen Bestände seines Archivs bis ca. 1982 durch die Bavaria-Bildagentur vertrieben. Sein schriftlicher Nachlass und ein Teil seiner Fotografien wurden nach dem Tod seiner Frau Anna Maria Frieda (geb. Körber, 1893–1962) vernichtet. 1986 kaufte das Münchner Stadtmuseum die Restbestände des Archivs.

## Ausstellungen
- 2003: Philipp Kester – Fotojournalist. New York, Berlin, München 1903–1935. Fotomuseum des Münchner Stadtmuseums (24. September – 23. November)
- 2018: Die Erfindung der Pressefotografie – Aus der Sammlung Ullstein 1894–1945. Deutsches Historisches Museum (23. Juli – 31. Oktober)